# Kopung
Kopung là một kun, hay huyện, tỉnh Changan, Bắc Triều Tiên. Trước khi chia cắt Triều Tiên, khu vực này thuộc huyện Chosan.

## Địa lý
Phần lớn lãnh thổ Kopung là núi non, nhưng thấp hơn ở phía tây. Dãy núi Kangnam và dãy núi Chogyuryong (적유령산맥) chạy qua huyện. Các sông chính có sông Chungman và các suối Komyonchon, Wolmyongchon, và Pungmyonchon. Đỉnh cao nhất là Koamsan. Khoảng 89,4% diện tích huyện này là rừng. Có các khu vực karst ở huyện này. Hồ chứa Songwon nằm ở đây.

## Kinh tế
Kinh tế huyện này chủ yếu là công và nông nghiệp. Các nông sản có, ngô, đậu tương, lúa mỳ, bắp cải, dưa. Ở đây có các mỏ sắt, đồng, chì, wolfram, than chì, than đá, đá vôi.